# Битка код Калиника
Битка код Калиника вођена је 19. априла 531. године између војске Византијског царства на челу са Велизаром са једне и војске Сасанидске Персије на челу са Азаретом са друге стране. Део је Иберијског рата, а завршена је победом Персије.

## Битка
До битке је дошло годину дана након неуспешног похода Персијанаца на Сирију. Велизар је осујетио ту акцију и поразио их у бици код Даре. Персијанци предузимају нови поход. Велизар је желео да их протера без борбе, али су његови војници постали сувише „немирни“ те је морао да, заједно са својим савезницима из племена Гасанида, Персијанце порази у бици. Персијанце је предводио војсковођа Азарет који је располагао са подједнаким снагама. Битка код Калиника дуго је трајала са променљивим исходом све док Персијанци нису успели да пробију десно византијско крило на коме су били Гасаниди. Византинци су натерани ка реци Еуфрату где су се многи подавили. Велизар је успео да организује повлачење. Обе стране имале су велике губитке. Све то је резултирало склапањем Вечног мира којим је Византија препустила Персији све освојене територије и обавезала се на плаћање данка.